# Erki Pütsep
Erki Pütsep (Jogeva, 25 de mayo de 1976) es un ciclista estonio.

## Palmarés
2003
- 3.º en el Campeonato de Estonia en Ruta

2004
- Campeonato de Estonia en Ruta
- Clásica de Loire-Atlantique

2005
- 2.º en el Campeonato de Estonia en Ruta
- Gran Premio de la Somme, más 1 etapa

2006
- Campeonato de Estonia en Ruta

2007
- Campeonato de Estonia en Ruta
- G. P. Tallin-Tartu
- G. P. Tartu

2008
- 3.º en el Campeonato de Estonia en Ruta

2009
- G. P. Tallin-Tartu
- 3.º en el Campeonato de Estonia en Ruta

## Reulstados en Grandes Vueltas y Campeonatos del Mundo
| Carrera         | Carrera         | 2003 | 2004 | 2005 | 2006 | 2007  | 2008 | 2009 | 2010 | 2011 | 2012 | 2013 |
| --------------- | --------------- | ---- | ---- | ---- | ---- | ----- | ---- | ---- | ---- | ---- | ---- | ---- |
|                 | Giro de Italia  | —    | —    | —    | —    | —     | —    | —    | —    | —    | —    | —    |
|                 | Tour de Francia | —    | —    | —    | —    | —     | —    | —    | —    | —    | —    | —    |
|                 | Vuelta a España | —    | Ab.  | —    | —    | 137.º | —    | —    | —    | —    | —    | —    |
| Mundial en Ruta | Mundial en Ruta | Ab.  | 26.º | —    | 78.º | 69.º  | Ab.  | —    | —    | —    | —    | —    |

—: no participa

Ab.: abandono